# Stéphan Ravaleu
Stéphan Ravaleu (Dinan, 1 november 1974) is een voormalig Frans wielrenner die in het verleden uitkwam voor onder meer Auber '93.
Stéphan Ravaleu is de oudere broer van Freddy Ravaleu en de zoon van Yves Ravaleu, beiden ook oud-wielrenners.

## Overwinningen
1995
- 8e etappe Mi-Aout-Bretonne

1999
- Mi-Août en Bretagne

2001
- Eindklassement Tour Nivernais Morvan

2004
- Eindklassement Tour Alsace

2005
- 3e etappe Tour Alsace

2008
- 1e etappe Ronde van de Finistère

## Grote rondes
Geen